# Скурцоленго
Скурцолѐнго (на италиански: Scurzolengo; на пиемонтски: Scurslengh, Скурсъленг) е село и община в Северна Италия, провинция Асти, регион Пиемонт. Разположено е на 253 m надморска височина. Населението на общината е 610 души (към 2010 г.).